# Atractodes spiraculator
Atractodes spiraculator là một loài tò vò trong họ Ichneumonidae.